# بخش لیبرتی (شهرستان جکسون، اوهایو)
بخش لیبرتی (به انگلیسی: Liberty Township) یک منطقهٔ مسکونی در ایالات متحده آمریکا است که در شهرستان جکسون، اوهایو واقع شده‌است.
 بخش لیبرتی ۱۰۵٫۴ کیلومتر مربع مساحت و ۱٬۸۲۱ نفر جمعیت دارد و ۲۵۶ متر بالاتر از سطح دریا واقع شده‌است.